# Парвиз Даводи
Парвиз Даводи (на персийски: پرویز داوودی‎‎) е ирански политик и икономист. Вицепрезидент на Иран от 2005 до 2009 г.

## Биография
Роден е в Техеран. Служи като първи вицепрезидент на Иран от 11 септември 2005 г. до 17 юли 2009 г. Той също така е икономист в университета Шахид Бехещи. Въпреки че президентът Махмуд Ахмадинеджад е известен с консервативните си идеи, Даводи преподава либерални икономически перспективи в университета Шахид Бехещи. Смята се, че неговите икономически идеи са силно повлияни от съвременната икономическа теория. Той е за свободните пазари и отворени икономики.
Даводи завършва Университета на Айова през 1981 г. с докторска степен по икономика. Често нарича президента Махмуд Ахмадинеджад „лидер срещу огромната западна корупция“.
Парвиз Даводи е назначен за директор на президентския център за стратегически изследвания от президента Ахмадинеджад през 2009 г.